# هت‌اشتت
شهر هت‌اشتتدر ایالت زاکسن-آنهالت در کشور آلمان واقع شده‌است.